# Bert Kramer
Bert Kramer (San Diego, 10 ottobre 1934 – Los Angeles, 20 giugno 2001) è stato un attore statunitense.
È apparso in numerose serie televisive, tra cui Kojak, La donna bionica, Agenzia Rockford, Dallas, Dynasty, Gli amici di papà e Matlock.

## Filmografia parziale

### Cinema
- La signora del blues (Lady Sings the Blues), regia di Sidney J. Furie (1972)
- Terremoto (Earthquake), regia di Mark Robson (1974)
- Attimo per attimo (Moment by Moment), regia di Jane Wagner (1978)
- Compleanno in casa Farrow (Bloody Birthday), regia di Ed Hunt (1981)
- Thunder Alley, regia di J. S. Cardone (1985)
- Fiducia tradita (Broken Trust), regia di Ron Oliver (1993)
- Pecos Bill - Una leggenda per amico (Tall Tale: The Unbelievable Adventures of Pecos Bill), regia di Jeremiah S. Chechik (1995)
- Il giustiziere della strada (Street Corner Justice), regia di Jeremiah S. Chechik (1996)
- Vulcano - Los Angeles 1997 (Volcano), regia di Mick Jackson (1997)
- Starforce, regia di Cary Howe e Tony Kandah (2000)
- Between Christmas and New Year's, regia di Stefan Lysenko (2000)
- Boys to Men, regia di Duncan Tucker (2001)